# Schäferhof (Serkowitz)
Der ehemalige Schäferhof liegt im Stadtteil Serkowitz der sächsischen Stadt Radebeul, am Anger der alten Dorflage mit der Adresse Altserkowitz 14.

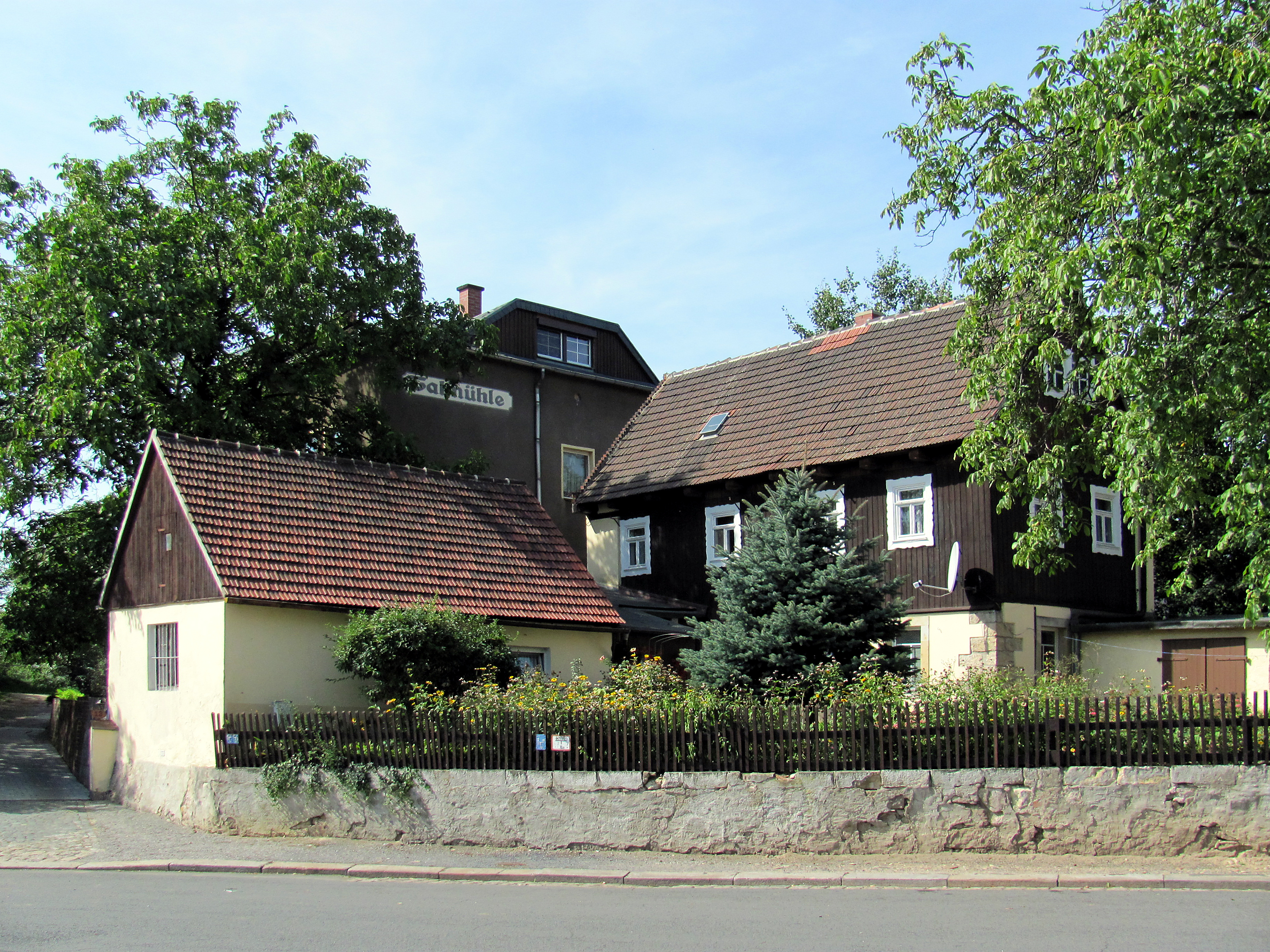
Schäferhof Altserkowitz 14. Dahinter ist die Villa der Talmühle zu sehen.

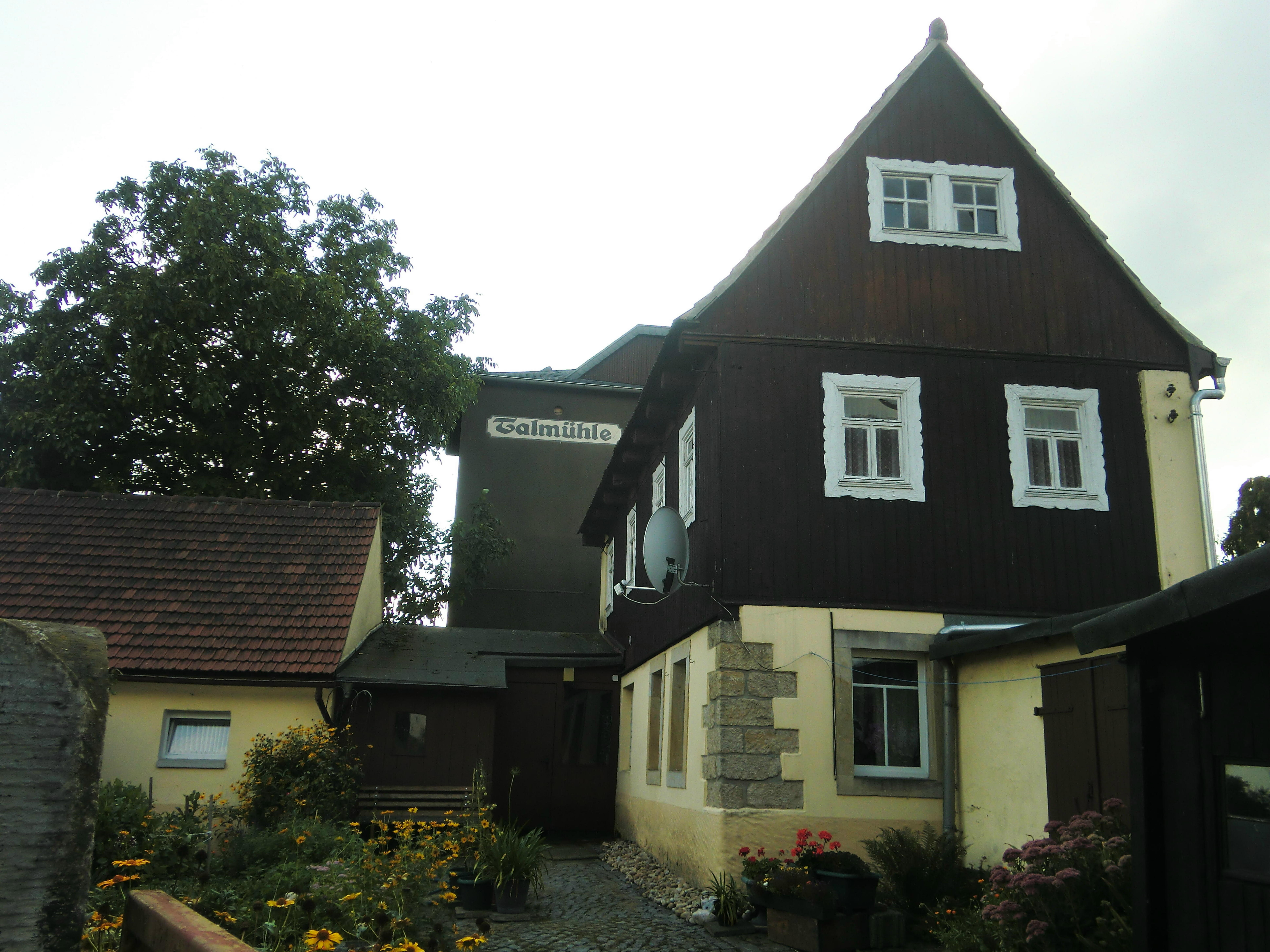
Schäferhof mit Bauerngarten

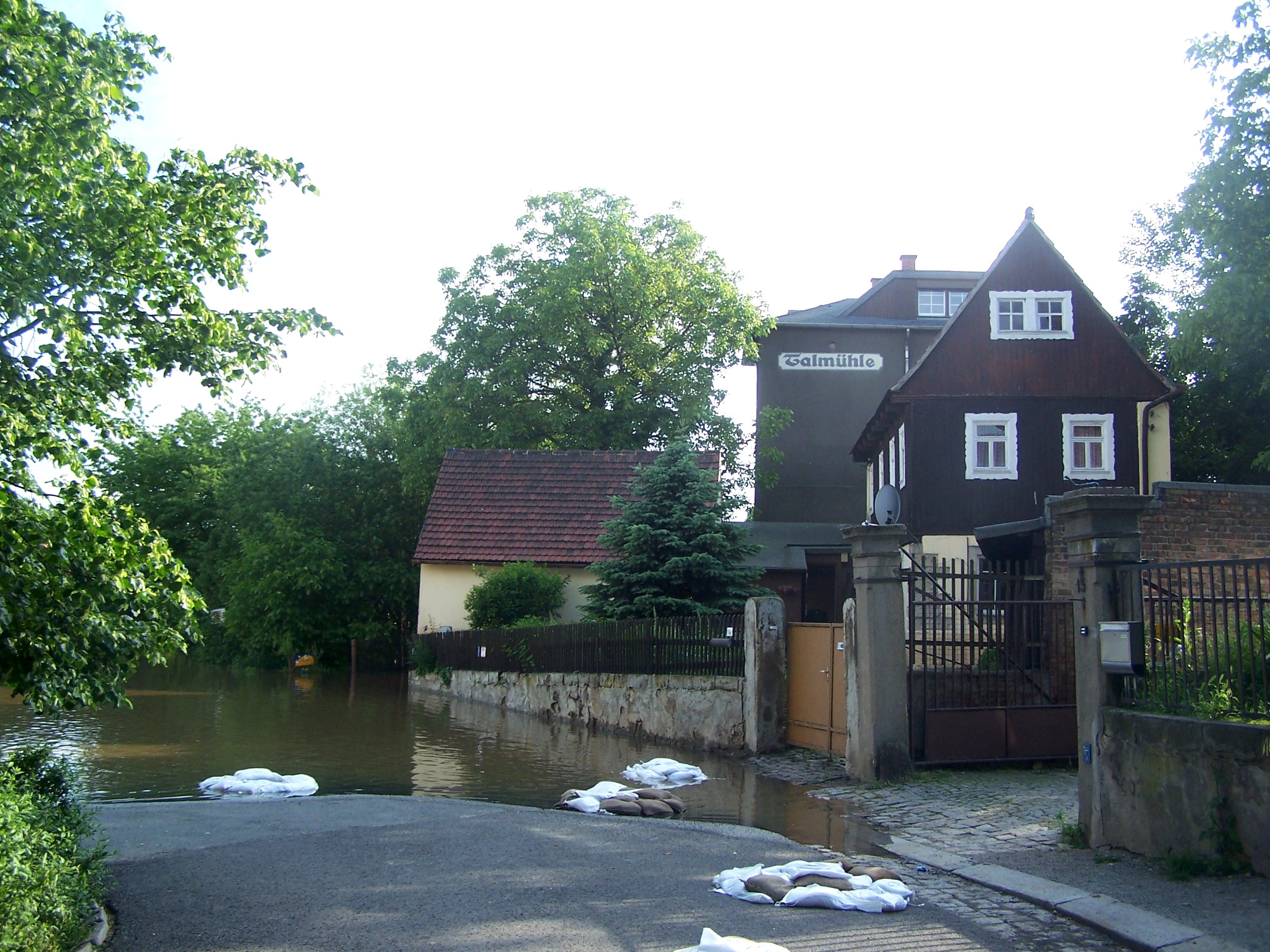
Elbhochwasser 2013 am Schäferhof

## Beschreibung
Der kleine Hof, Anfang des 19. Jahrhunderts errichtet, ist heute ein Kulturdenkmal. Er besteht aus einem schmalen, zweigeschossigen Wohnhaus mit Satteldach, dem ehemaligen Schäferhaus, dessen First in nordöstlicher Richtung verläuft. Das massive Erdgeschoss ist verputzt. Das Obergeschoss einschließlich der Giebel ist mit dunklem Holz verbrettert, die Fenster werden von weiß gestrichenen Holzrahmen eingefasst.
Auf der der Straße zugewandten Seite, etwa vor der Gebäudemitte, steht rechtwinklig dazu ein kleines, eingeschossiges Nebengebäude (Denkmalkennung Altserkowitz 9014).
Das Grundstück des Gemeindehirten, das auf der Außenseite einer größeren Biegung des Angers liegt, wird zur Straße hin durch eine Bruchsteinmauer mit einem aufgesetzten Holzzaun eingefriedet. Hinter dem Anwesen, nach Südwesten zur nahen Elbe hin, liegt das Grundstück der ehemaligen Talmühle, der am Lößnitzbach am tiefsten gelegenen, ehemaligen Wassermühle.